# アンブレ
アンブレ（umbre）は病気、障害のある方向けの企業口コミサイトである。ネクストワン合同会社が2019年に開設。

## 概要
2019年にネクストワン合同会社が病気、障害のある方向けの口コミサイトとして立ち上げた。名前はumbrellaからきている。個人が企業で実際に働いた経験を投稿することができる。また仕事を探す際には、企業ごとにまとまった口コミを読むことができる。2020年現在は無料で閲覧が可能。口コミの項目としては、満足度と配慮の度合いなどの集計データと満足度の理由、仕事内容、給与、配慮の内容、職場のオススメポイント、職場のマイナスポイントが掲載されている。その他にも特例子会社や口コミのデータをまとめて分析をした記事などが掲載されている。